# Шагар Шараф
Шагар Шараф Шарафутдинович (псевдоним Шагар Шараф)  (1877—1938) — литературовед, педагог, писатель. Неоднократно репрессирован как «башкирский националист». 

## Биография
Шагар Шараф (Шагар Шараф Шарафутдинович)  родился в 1877 году в деревне Аксу (ныне Буинского района Республики Татарстан). Учился дома, затем, вместе с его братьями, в медресе «Мухаммадия». 
С 1896 года Ш. Шараф работал преподавателем истории религии в медресе «Мухаммадия» в Казани. Принимал участие в издании литературы. С 1920 по 1925 г. исполнял обязанности муллы в Казани.
Ш. Шараф является автором трудов «Гасыры Сэгадэт» (1914), «Эсхабе Кирам» (1917), составителем сборника воспоминаний о Шигабутдине Марджани (1915). 
Октябрьскую революцию не принял. С 1919 года, когда было закрыто медресе «Мухаммадия»,  подвергался преследованиям со стороны властей. 
В 1922 году его лишили избирательных прав, а в 1928 году арестовали и осудили на три года с отправкой в лагеря Коми АССР. По возвращении из заключения Ш. Шараф искал работу в Казани, в Орле, Харькове, в Москве. Все попытки были напрасными.
В 1933 году Ш. Шараф приехал в Уфу. Здесь ему помог устроиться на работу в Центральное Духовное управление мусульман библиотекарем Кашшаф Тарджеманов. Здесь он позже около 10 лет проработал казначеем. Одновременно вел дневник и писал проповеди. 
16 апреля 1936 года был вновь арестован. Его обвиняли вместе с К. Тарджемановым в создании группы, ставившей своей целью «организационное сколачивание антисоветски настроенного мусульманства, активизацию его против Советской власти под видом усиления борьбы за сохранение мечетей, …внушение пораженческих настроений, распространение слухов о скорой и неизбежной гибели Соввласти». 
24 июня 1936 г. Шагар Шараф был осужден на пять лет.  20 октября 1936 года в отношении него было возбуждено новое дело, по которому проходил 21 человек, среди которых были Д. Абзгильдин, Г. Хабиров, М. Камалетдинов, Х. Ахтямов, А. Маннанов, З. Мужавиров, М. Усманов, Г. Ханисламов, Т. Мостафин, Х. Абдрахманов и др. Ш. Шараф был осужден на 6-летний срок. Прокурор нашел решение суда слишком «мягким», и дело было пересмотрено. 11 января 1938 г. Ш. Шарафу вынесли смертный приговор. 
17 июня 1938 г. Шагар Шараф был расстрелян в Уфимской тюрьме.
21 декабря 1956 г. президиум Верховного суда СССР постановил: приговор военного суда БАССР от 7-11 января 1938 г. и определение Верховного суда РСФСР от 23 марта 1938 г. в отношении Ш. Ш. Шарафа  «в части осуждения… по ст. 58-10 п. 1 и 58-11 УК РСФСР отменить и делопроизводством прекратить за отсутствием состава преступления».

## Труды
- «Гасыры Сэгадэт» (1914), «Эсхабе Кирам» (1917)I, «Мэржани» (1915).